# Galactia longipes
Galactia longipes är en ärtväxtart som beskrevs av François Gagnepain. Galactia longipes ingår i släktet Galactia och familjen ärtväxter. Inga underarter finns listade i Catalogue of Life.